# Werner Scheler

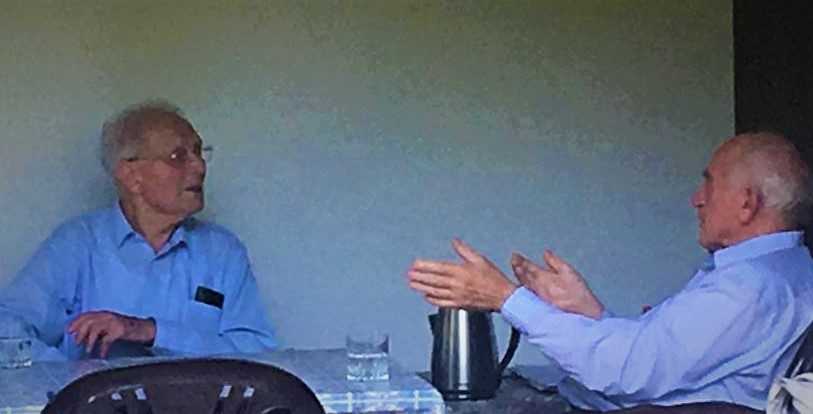
Werner Scheler (li) bei Ulrich Hofmann auf dessen Sommerwohnsitz in Prieros (21. Juli 2018)

Werner Scheler (* 12. September 1923 in Coburg; † 9. Oktober 2018 in Berlin) war ein deutscher Arzt und Pharmakologe. Er war von 1959 bis 1971 Professor, Institutsdirektor und zeitweise Rektor an der Universität Greifswald. Von 1979 bis 1990 war er vorletzter Präsident der Akademie der Wissenschaften der DDR. Außerdem gehörte er von 1978 bis 1989 dem Zentralkomitee der SED an.

## Leben
Werner Scheler wurde 1923 als Sohn eines Steinacher Schlossermeisters in einem Coburger Krankenhaus geboren und wuchs in Steinach auf. Er besuchte die Volksschule in Steinach und das Realgymnasium in Sonneberg in Thüringen. Während des Zweiten Weltkrieges diente er als Flaksoldat. Nach dem Ende des Krieges erwarb er von 1946 bis 1947 an der Vorstudienanstalt in Jena sein Abitur. Parallel dazu begann er 1946 an der Friedrich-Schiller-Universität Jena ein Medizinstudium, das er 1951 mit einer Promotion über die biologischen Wirkungen von Cholin abschloss. Anschließend ging er an die Humboldt-Universität zu Berlin und arbeitete dort bis 1959 zunächst als wissenschaftlicher Assistent, später als Oberassistent und wissenschaftlicher Mitarbeiter. 1956 wurde er in Pharmakologie und Toxikologie habilitiert.
Im Jahr 1959 übernahm Werner Scheler an der Humboldt-Universität eine Gastprofessur mit Lehrauftrag für Pharmakologie und Toxikologie. Gleichzeitig wirkte er bis 1971 als Direktor des Pharmakologischen Instituts der Ernst-Moritz-Arndt-Universität Greifswald. 1962 folgte eine Professur mit Lehrstuhl an der Greifswalder Universität, die er dann von 1966 bis 1970 auch als Rektor leitete.
1971 wurde er in Berlin-Buch Direktor des neugegründeten Forschungszentrums für Molekularbiologie und Medizin der Deutschen Akademie der Wissenschaften zu Berlin (DAW) – ab Oktober 1972 als Akademie der Wissenschaften der DDR (AdW) bezeichnet – dem Verbund der biowissenschaftlichen und medizinischen Akademieinstitute.
Anfang Juli 1979 wurde er Nachfolger des langjährigen Akademiepräsidenten Hermann Klare, der die Akademiereform von 1968 bis 1972 durchgeführt hatte, und wirkte bis Ende Juni 1990 als vorletzter Präsident der Akademie zusammen mit dem 1. Vizepräsidenten Ulrich Hofmann. Sein Nachfolger im Präsidentenamt Horst Klinkmann, ebenfalls ein bekannter Mediziner, leitete die Akademie bis zu ihrer Auflösung im Jahre 1992.
Schwerpunkt der Forschungen von Werner Scheler war die Funktion des roten Blutfarbstoffs Hämoglobin. Er veröffentlichte hierzu zahlreiche Fachpublikationen.

## Politik
Werner Scheler trat 1941 in die NSDAP ein (Mitgliedsnummer 8.661.835) Nach dem Ende des Zweiten Weltkrieges wurde er 1945 Mitglied der Kommunistischen Partei Deutschlands (KPD) und mit der Zwangsvereinigung von SPD und KPD 1946 Mitglied der Sozialistischen Einheitspartei Deutschlands (SED). 1963 trat er dem Kulturbund der DDR bei und wurde Mitglied des Präsidialrates des Kulturbundes, den er von 1963 bis 1967 als Abgeordneter in der Volkskammer vertrat.
Werner Scheler war Mitglied der SED-Kreisleitung der Akademie der Wissenschaften. Auf dem IX. Parteitag der SED 1976 wurde er zum Kandidaten und zwei Jahre später zum Vollmitglied des Zentralkomitees der SED gewählt, dem er bis zur Wende und friedlichen Revolution 1989 angehörte. 1981 erhielt er darüber hinaus wieder ein Mandat des Kulturbundes als Abgeordneter der Volkskammer, deren Mitglied er ebenfalls bis zur Wende war.

## Auszeichnungen
Zu den Auszeichnungen von Werner Scheler zählten in der DDR unter anderem der Vaterländische Verdienstorden in Gold und Bronze, der Orden Banner der Arbeit in der Stufe II, die Verdienstmedaille der DDR und der Karl-Marx-Orden. Er erhielt 1970 den Nationalpreis der DDR II. Klasse und den Ehrentitel Verdienter Arzt des Volkes.
In die Akademie der Wissenschaften der DDR wurde er 1971 als korrespondierendes und zwei Jahre später als ordentliches Mitglied aufgenommen. Darüber hinaus war er seit 1977 Mitglied der Deutschen Akademie der Naturforscher Leopoldina Halle (Saale), die seit 2008 die Aufgaben der deutschen Nationalen Akademie der Wissenschaften wahrnimmt. Seit 1993 war er Mitglied der Leibniz-Sozietät der Wissenschaften zu Berlin.
Mehreren Gelehrtengesellschaften in anderen Ländern, darunter die Akademien der Wissenschaften der ČSSR und Bulgariens sowie die Akademie der Wissenschaften und die Akademie der medizinischen Wissenschaften der Sowjetunion, gehörte er als auswärtiges Mitglied an. 1982 wurde er als auswärtiges Mitglied in die Akademie der Wissenschaften der UdSSR aufgenommen. Die Universitäten in Greifswald und Vilnius verliehen ihm die Ehrendoktorwürde.

## Publikationen
Werner Scheler veröffentlichte rund 350 wissenschaftliche Publikationen.
- Grundlagen der allgemeinen Pharmakologie. Verlag Gustav Fischer, Jena 1969, 1980, 1989.
- Von der Deutschen Akademie der Wissenschaften zu Berlin zur Akademie der Wissenschaften der DDR. Dietz Verlag, Berlin 2000.
- Werner Scheler, Peter Oehme: Zwischen Arznei und Gesellschaft. Zum Leben und Wirken des Friedrich Jung. Band 8 der Abhandlungen der Leibniz-Sozietät. trafo Wissenschaftsverlag, Berlin 2002, ISBN 3-89626-345-5.